# 스테판 제임스

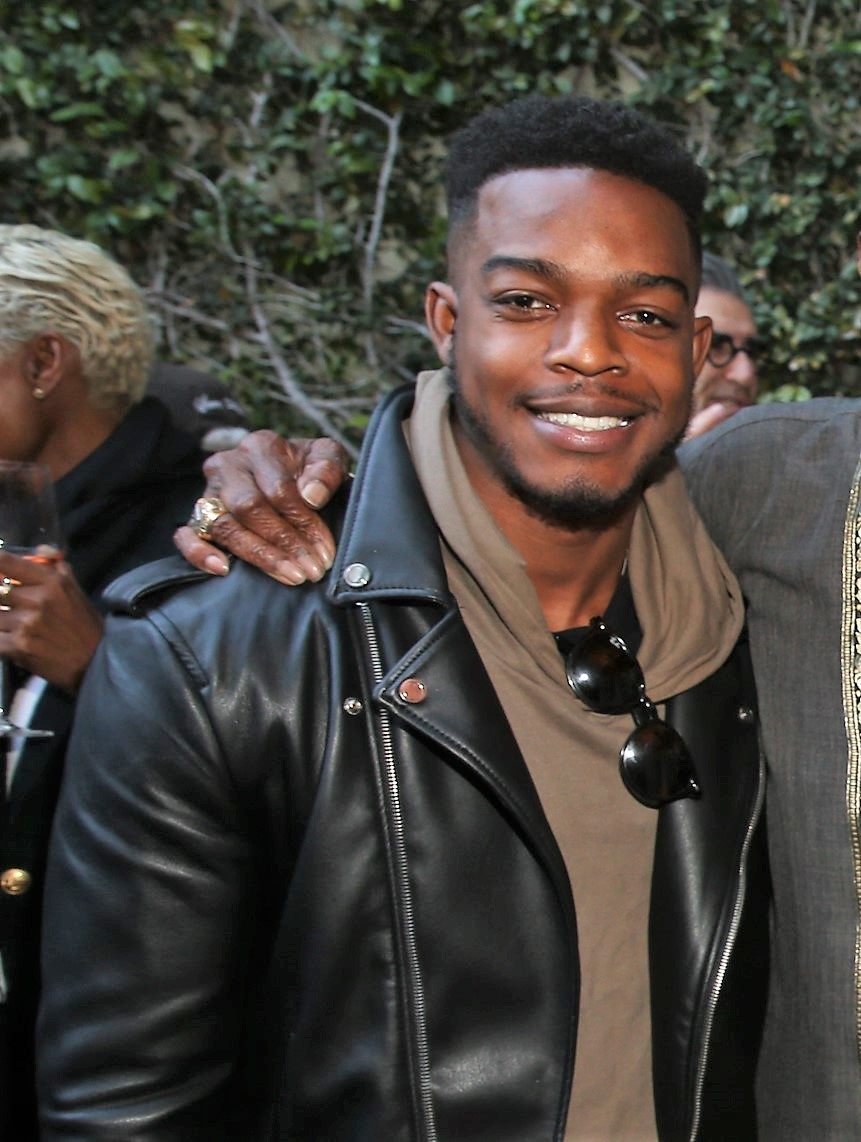

스테판 제임스(Stephan James, 1993년 12월 16일 ~ )는 캐나다의 영화배우, 텔레비전 배우, 아역 배우, 배우이다.
토론토에서 태어났다.

## 방송
- 홈커밍
- 샷 파이어드